# Popayán
Popayán är en kommun och stad i Colombia.  Den ligger i departementet Cauca, i den västra delen av landet. Antalet invånare i kommunen är 257 512.
Popayán är huvudstad i departementet och staden hade 233 591 invånare år 2008. Popayán ligger 1 737 meter över havet och kallas för den vita staden för sin koloniseringsarkitektur och är känd för sina bidrag till colombiansk kultur och politiska liv. 17 presidenter, vilket är fler än från någon annan colombiansk stad, har kommit från Popayán, som även har varit hemstad för många poeter, målare och kompositörer. I staden ligger Caucas universitet, inrättat 1827, som är ett av Colombias äldsta och mest ansedda institutioner för högre utbildning.
Mycket av stadens ursprungliga miljö förstördes 31 mars 1983, då en jordbävning raserade många byggnader. Även om många reparerades så finns där fortfarande ruiner och öde platser efter katastrofen. I närheten finns nationalparken Puracé, ett geotermiskt landskap med varma källor, vattenfall och en inaktiv vulkan som parken har fått sitt namn av. Den närmaste stora staden är Cali, som ligger i det intilliggande departementet Valle del Cauca.
Popayan är med sina stora bönodlingar en av Colombias tre största kaffeprovinser.

## Historia
Namnet Popayán kommer av en indiansk dialekt:
- Po: Två
- Pa: Halm
- Yan: By

Två byar med halmtak. Även om det inte finns några halmtak längre inne i staden så finns det i utkanterna.
13 januari 1537 erövrades Popayán av den spanske upptäcktsresanden Sebastián de Belalcázar. Det var en mycket viktig stad under den spanska koloniseringen på grund av sitt läge mellan Lima, Quito och Cartagena. Även efter upptäckten av Stilla havet var Popayán en handelsplats för guld och rikedomar som skulle till Cartagena på sin väg till Spanien. Som ett resultat blev Popayán en av de mest traditionella städerna och mycket rikt på koloniseringsarkitektur. I staden finns många broar, museum och kyrkor från koloniseringstiden.
Popayán befolkades före erövringen. Intill staden finns en stor gravhög som byggdes av indianer, som liknar en pyramid och är täckt av gräs. Legenden säger att den inrymmer guld och rikedomar. Erövrarna bosatte sig nära indianerna och utnyttjade deras godtrohet och billiga arbetskraft. Katolicism erbjöds till indianerna som bytte den mot sitt guld och sin arbetskraft.
I staden finns den förspanska pyramiden El Morro del Tulcán. Den var redan övergiven när spanjorerna anlände 1535. Analyser av tänder har visat att människor som fanns begravda i pyramiden förmodligen tillhörde den viktigaste samhällsklassen i deras indianska samhälle.